# Хойдас, Роккос
Ро́ккос Хойдас (греч.  Ρόκκος Χοϊδάς 1830 — 3 мая 1890) — греческий юрист, депутат парламента, журналист, политический деятель, один из «ранних социалистов Греции».

## Биография
Роккос (Хараламбос) Хойдас родился в 1830 году в первой столице возрожденого греческого государства, в городе Нафплион.
Его род восходил к старинной аристократической семье происходившей с острова Крит и обосновавшейся около 1500 года на, находившемся под венецианским правлением, острове Кефалиния, где в 1593 году была вписана в Libro d’oro (Золотую книгу аристократических родов).
Отец, Димитриос Хойдас, в 1821 году воевал в Молдово-Валахии в составе студенческого Священного отряда и вышел живым из героического сколь и трагического сражения при Драгашани.
Роккос Хойдас учился на юридическом факультете Афинского университета и продолжил учёбу юриспрудненции в Италии.
Вернувшись в Грецию в начале 1860 года работал юристом и принял активное участие в Нафплионском восстании 1862 года против абсолютизма короля Оттона.
Восстание было подавлено, 19 его зачинщиков, включая друга Хойдаса, Димитриоса Гриваса бежали в Италию. Хойдас, бежавший в Константинополь, встретился с Гривасом в Неаполе в мае 1862 года.
Несмотря на то, что Нафплионское восстание было подавлено, всего через 8 месяцев король Оттон был низложен.
Хойдас вернулся в страну и продолжил свою карьеру.
В апреле 1869 года он был назначен прокурором и хотя он оставался на этом посту всего лишь несколько месяцев, до июля, он сумел показать свои способности в юриспруденции и ораторском искусстве, что сделало его широко известным.
В годы своей карьеры Хойдас с рвением боролся против организованного бандитизма, который был бичом Греции тех десятилетий, и за очищение общественной жизни.
Разочаровавшись размахом коррупции, в 1874 году Хойдас подал в отставку из судебных органов и с этого момента развил политическую и журналистскую деятельность.
В 1875 году, принимая участие на митинге протеста против беззакония правительства Д. Вулгариса, он ввязался в словесную перепалку с депутатом парламента Д. Стайкосом, который оскорблял собравшийся народ. Перепалка переросла в дуэль, в ходе которой Стайкос, будучи полковником в отставке, прострелил Хойдасу лёгкое.
В течение месяца Хойдас лежал при смерти, и у его дома ежедневно стояли толпы народа. Во избежание беспорядков, королевский двор предложил послать его дочь, Пенелопу, на учёбу в Швейцарию с королевской стипендией, а затем назначить её фрейлиной королевы Ольги.
Хойдас отказался, вызвав уважение своих соратников и ненависть монархистов.
18 июля 1875 Хойдас был избран депутатом парламента от Кефалинии, а в 1883 году от Аттики.
В парламенте отличился своим ораторским искусством, но в особенности своим неприятием монархии. Однако председатели парламента позаботились о том, чтобы его речи не записывались в протоколах заседаний парламента, дабы не огорчить монарха.
В одной из своих речей в парламенте он дал себе имя кинонист («κοινωνιστής»), от греческого слова кинониа (κοινωνία — общество), что было эквивалентно латинскому/французскому социалист.
В результате нелегальные организации монархистов создавали ему трудности в предвыборных кампаниях.
В 1877 году (в первый раз) он подал в отставку из парламента, заявляя о скандале с судоходной компанией с острова Сирос, и требуя чтобы его послали туда прокурором. Его отставка не была принята, но он не появился на очередном заседании парламента.
Он появился на следующем заседании, где вызвал переполох, объявив Христа сыном Иосифа и Марии, и был «почти изгнан из парламента».
Изредка появляется информацию о том, что в 1878 году Хойдас принял участие в греческих восстаниях на османской территории, которые были вызваны подписанием Сан-Стефанского мира, игнорировавшего греческие интересы, и предусматривавшего создание «Великой Болгарии», «которая», согласно Дакину, «сама не приложила особых усилий для получения своей свободы», и включал в новое государство греческих, с точки зрения Греции и греков, городов Македонии и Западного Причерноморья. Однако эту информацию не удаётся подкрепить авторитетными источниками.
В ноябре 1885 году Хойдас окончательно отказался от места депутата в парламенте, после того как не прошёл его законопороект о «Наказании растратчиков государственных денег» . Через несколько дней на него было совершено покушение на ступеньках перед входом в парламент. Хойдас указывал в качестве организатора попытки начальника полиции Афин, Коккинопулоса.
Его отставка не была принята, но он не вернулся в парламент, продолжая борьбу за демократию вне его стен.
В том же году он создал с депутатом Иконому «Народную партию» (Λαϊκό κόμμα), которая однако вскоре была распущена, и поддержал демократические общества такие как «Демократическое Общество Патр» и «Социалистическую Лигу» Ставроса Каллергиса.
После чего он начал сотрудничество Клеантисом Триантафиллу в издании политического сатирического журнала «Рамбагас».
Его идеология была противоположна политике премьер-министра Х. Трикуписа, что привело к их столкновению.
4 сентября 1888 года Хойдас опубликовал в «Рамбагасе» две статьи, которые были сочтены оскорблением короля Георга и наследного принца Константина.
Хойдас был арестован, с возможного согласия премьер-министра Х. Трикуписа, и предстал перед судом в городе Амфиса, где в мае 1889 года. После его речи в суде, которая в общей сложности длилась 24 часов, и в ходе которой он обвинял придворную камарилью и монархические партии, Хойдас был осуждён к трёхлетнему заключению в тюрьму города Халкида.
Трикупис информировал Хойдаса, что он будет помилован, если заявит о своей верности Конституции.
Однако Хойдас счёл предложение унизительным и отказался принять его.
Пробыв год в тюрьме, 3/15 мая 1890 года, Хойдас умер от тюремных лишений и в результате обострений его раны.
Согласно Великой Ложе Греции, Роккос Хойдас был масоном.